# グアテマラ地震 (1976年)
1976年のグアテマラ地震（グアテマラじしん）は、同年2月4日にグアテマラで発生した地震。震源地は、首都グアテマラシティ北東160kmのモタグア断層で震源の深さは5km、モーメントマグニチュード (Mw)7.5。1917年以降にグアテマラで発生した地震の中で最も大きな被害を出した地震である。多くの余震が発生し、被害が拡大した。

## 被害
グアテマラ全土が被災し、中でもグアテマラシティ郊外にあったアドベ建築は壊滅的な被害をうけた。ほとんどの住人がまだ眠っていた頃、現地時間の午前3時1分に地震が襲った。犠牲者数は22,870人にのぼる。負傷者数は76,504人、何千もの家々が失われた。一部の地域では幾日にもわたり、電力とコミュニケーション手段が断たれた。
グアテマラの先住民（マヤ系諸民族）は更なる貧困に追いやられることになり、政府による援助も期待できなかったため、協力して困難を乗り越えようとした。1970年代以降、先住民労働者による支配者層（ラディーノ）への抵抗運動が次第に勢いを増していくが、この地震は先住民が団結し政治的な表舞台へ進出する転機となった。

## ギャラリー

1976年のグアテマラ地震
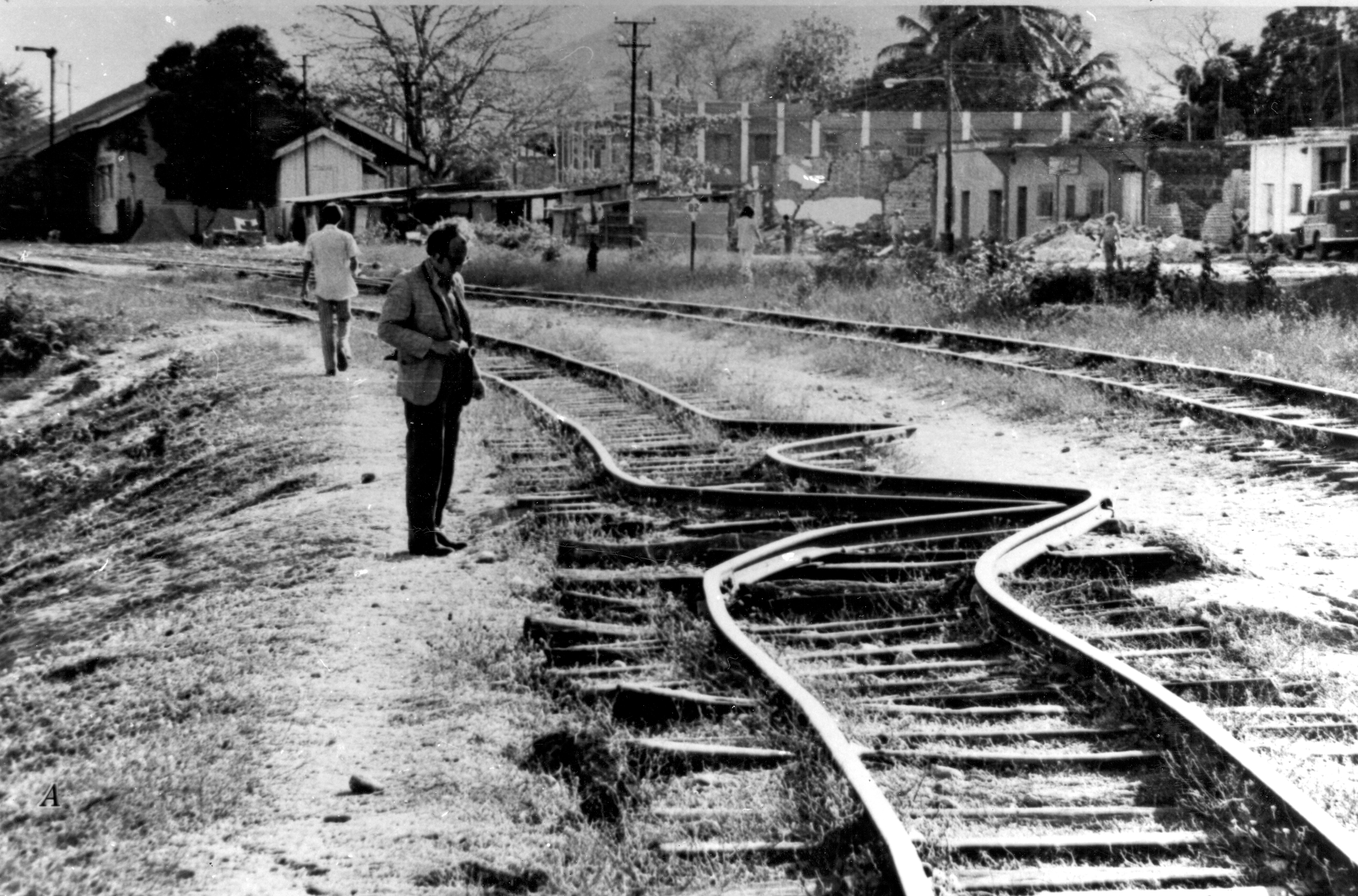
地震によって歪曲した鉄道のレール
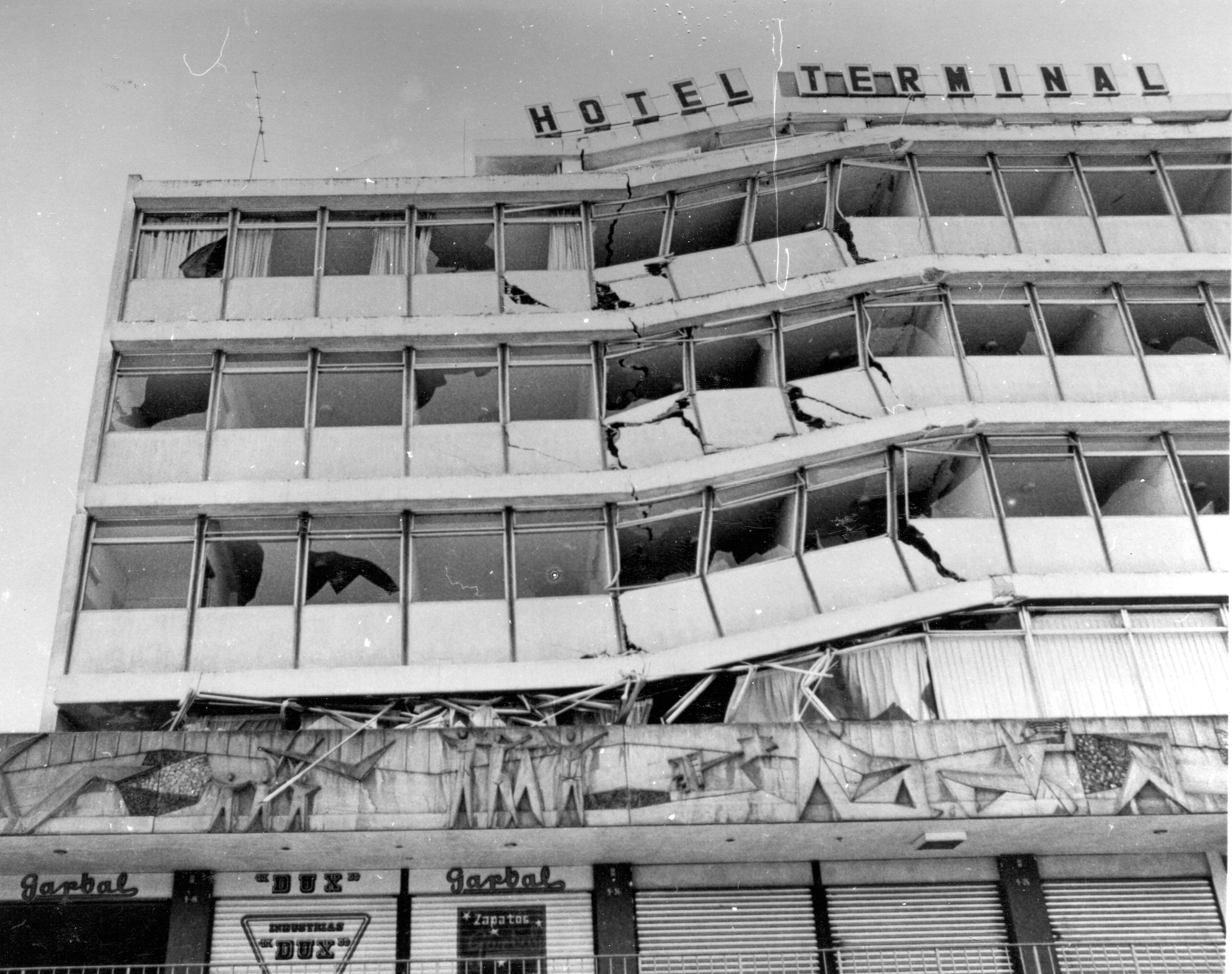
被災したグアテマラシティのホテル
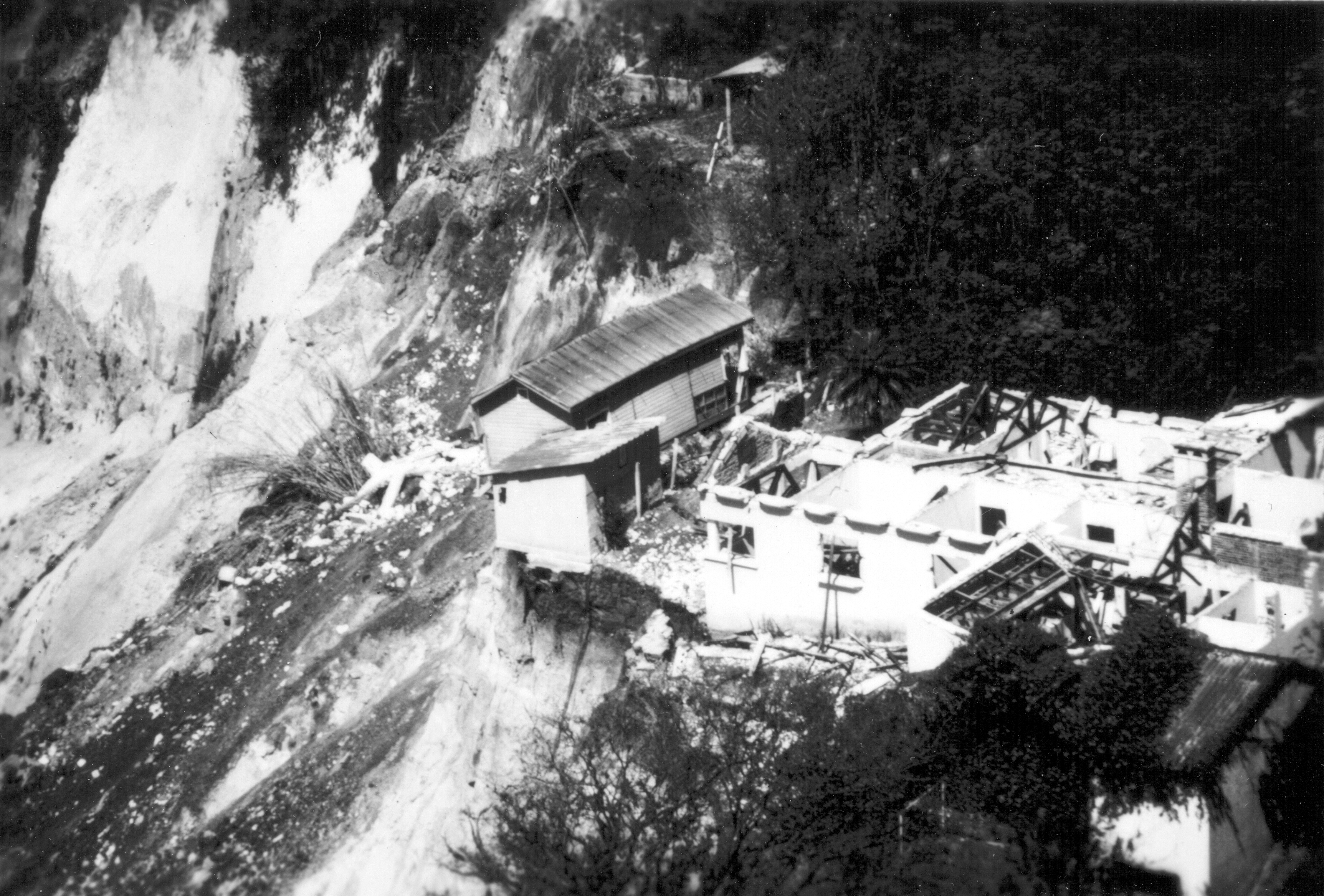
グアテマラシティで発生した地滑り
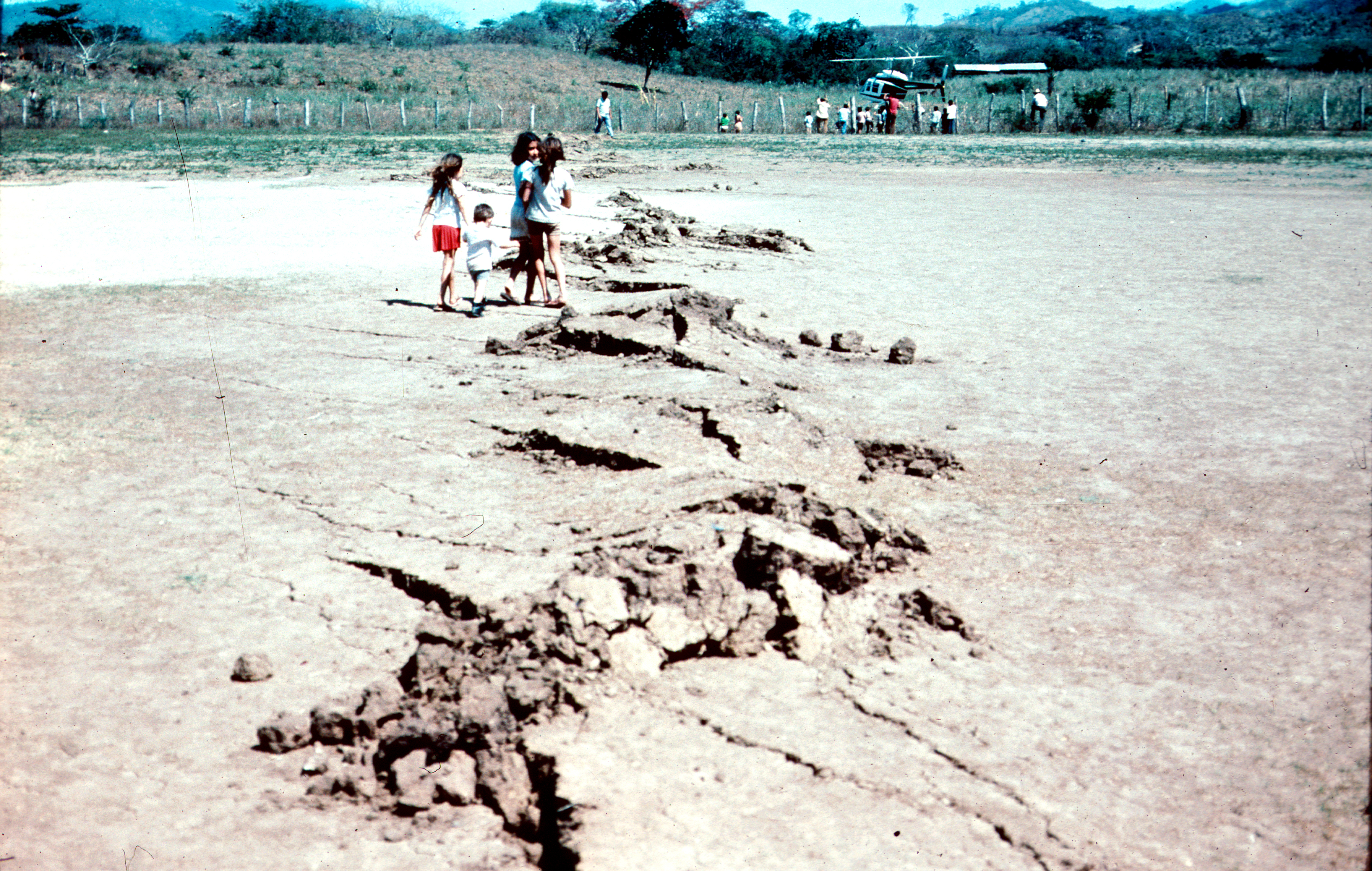
サカパ県グアランのモタグア断層
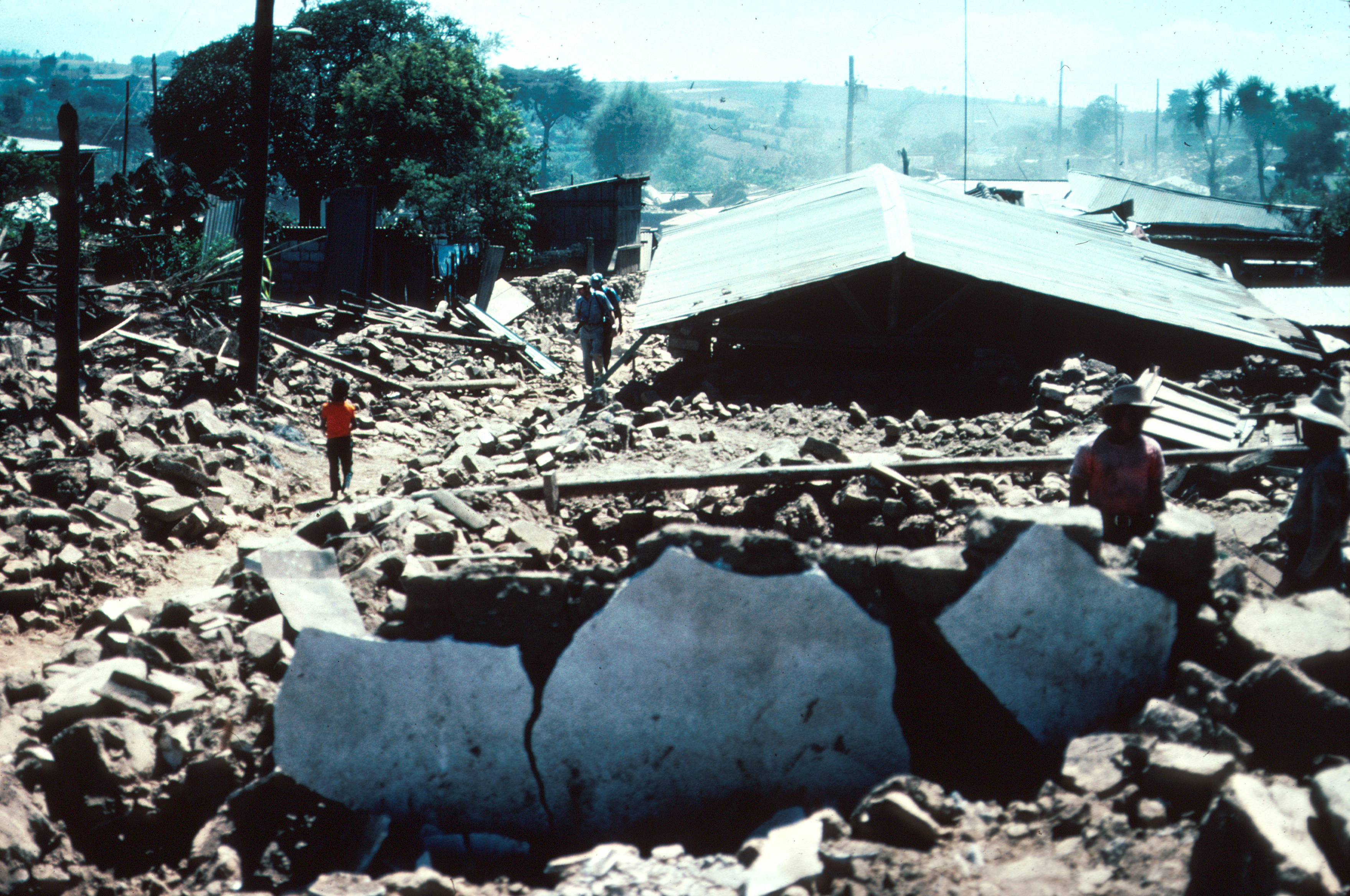
完全に破壊されたチマルテナンゴ県パツィシア
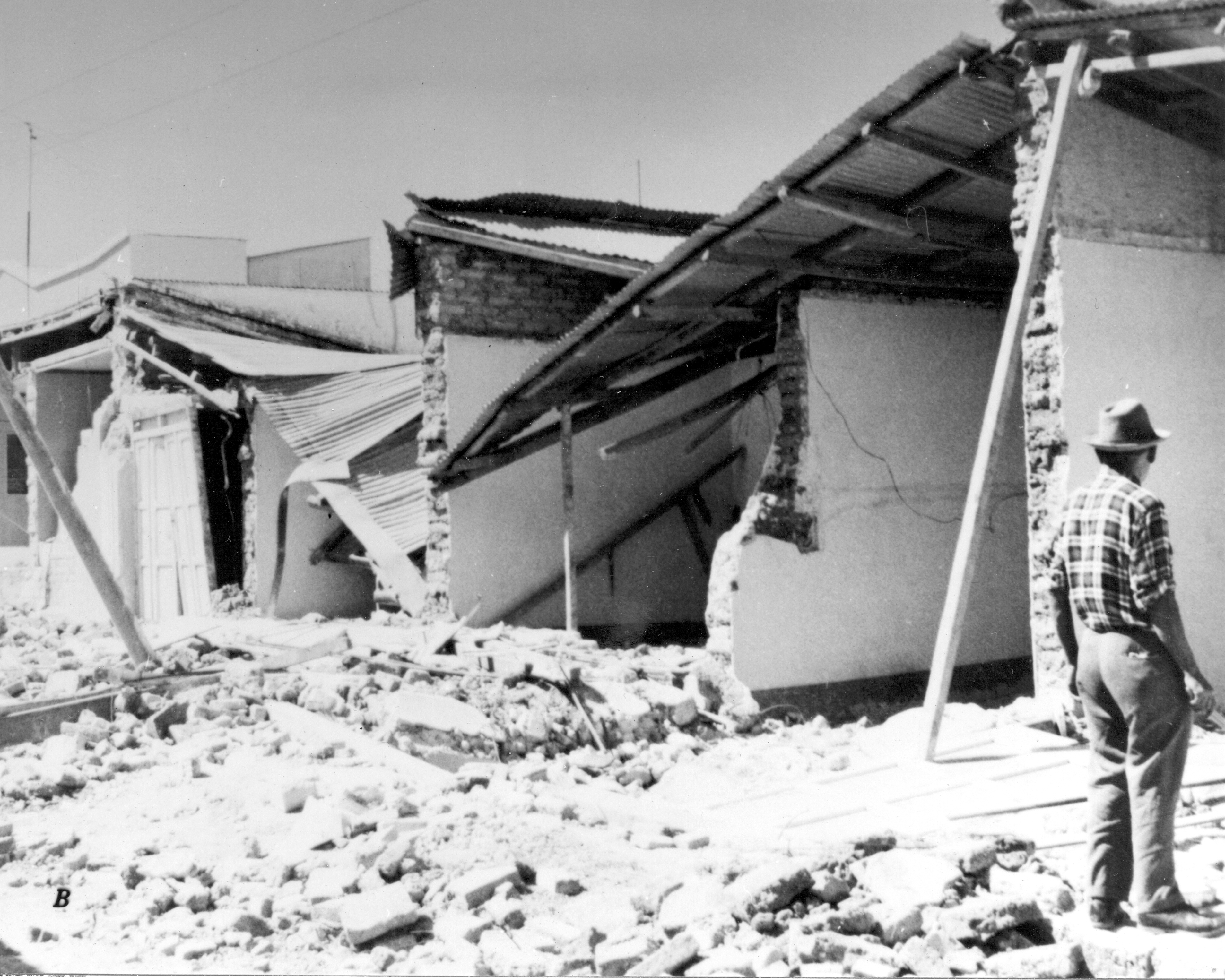
被災したグアテマラシティのアドベ建築